# The Blues Brothers
The Blues Brothers sind eine Rhythm-and-Blues-Band, die von den zwei Schauspielern und Komikern John Belushi (als Sänger „Joliet“ Jake Blues) und Dan Aykroyd (als Sänger und Mundharmonika-Spieler Elwood Blues) geleitet wurde. Belushi und Aykroyd waren beide Mitglieder der Originalbesetzung der NBC-Show Saturday Night Live. Als „Blues Brothers“ traten sie dort erstmals 1977 auf. Sie hatten mit ihrem Konzept so viel Erfolg und Spaß, dass sie auch außerhalb dieser Sendung auftraten und den gleichnamigen Film drehten. Dieser erreichte später Kultstatus und löste eine Welle der Begeisterung für Bluesmusik aus. Trotz ihres Namens waren die meisten Songs der Blues Brothers Soul- und R&B-Klassiker.

## Musikstil

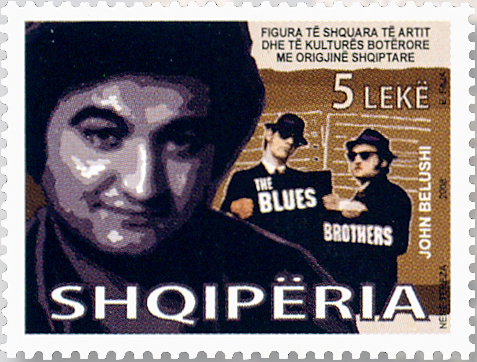
John Belushi auf einer Blues-Brothers-Briefmarke der albanischen Post (Belushi hatte albanische Wurzeln)

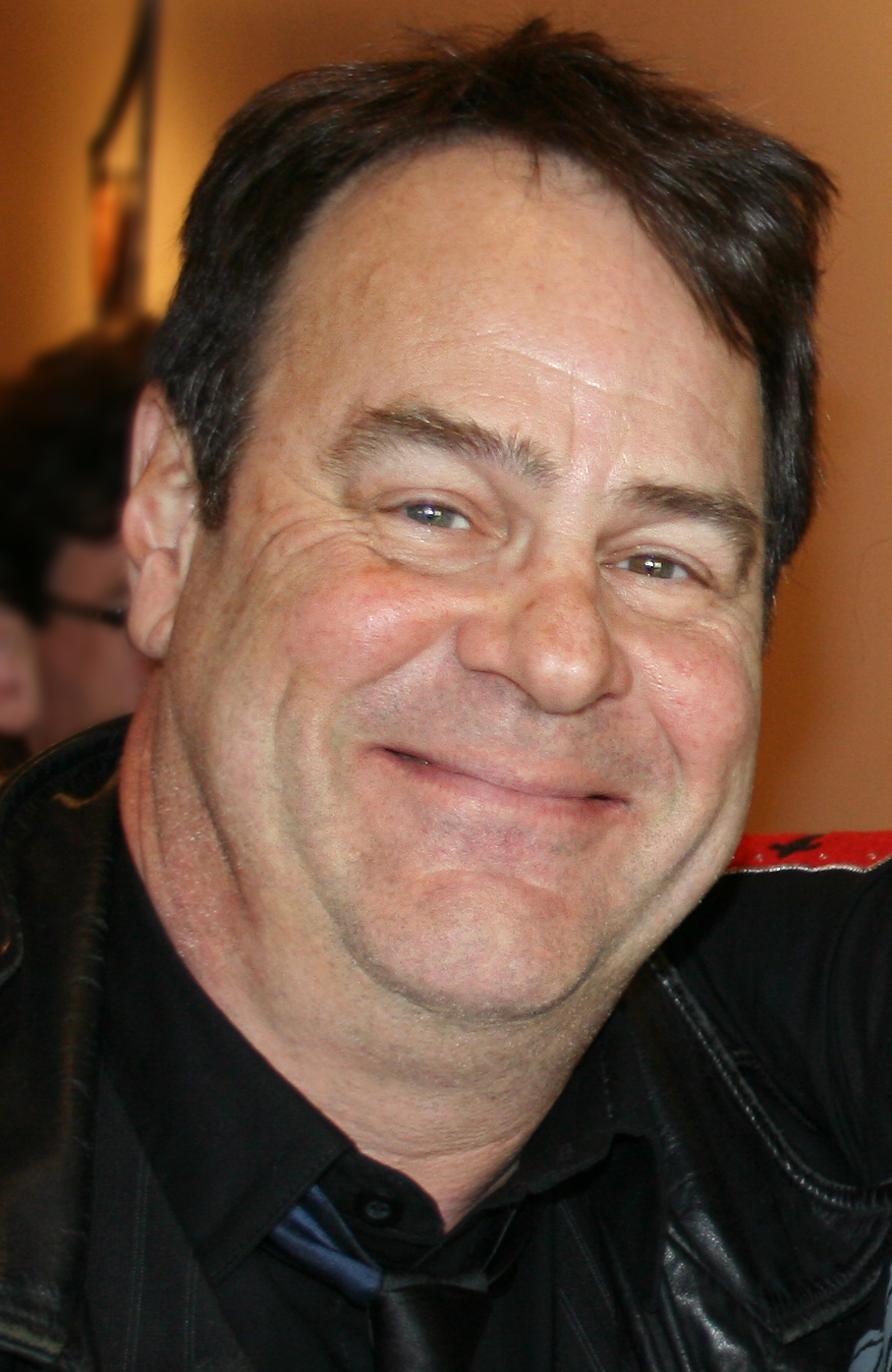
Dan Aykroyd (2009)

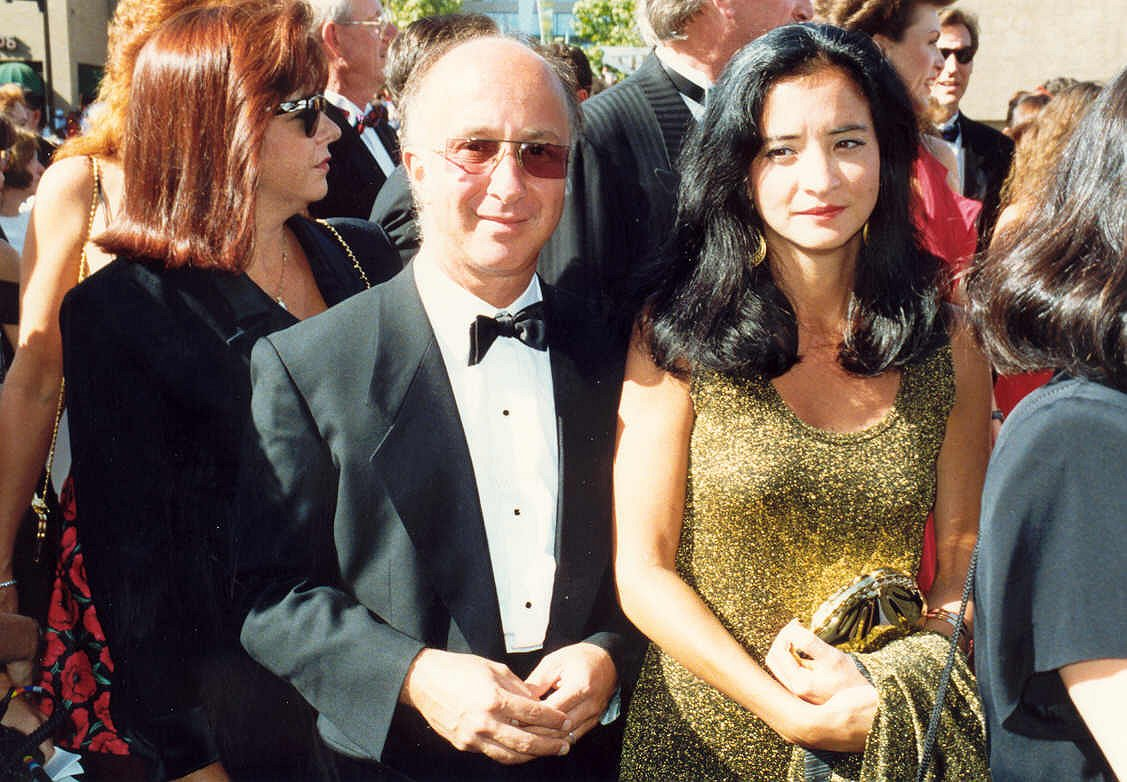
Paul Shaffer und Ehefrau 1992 bei der Verleihung der Emmy-Awards

Matt Murphy (2011)

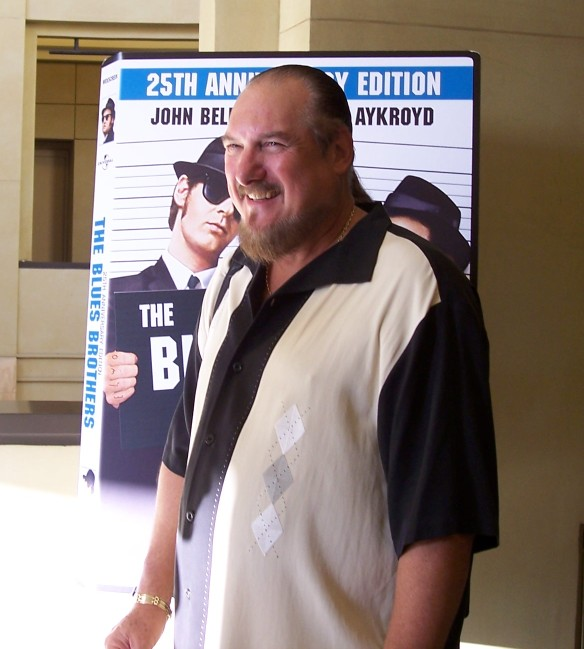
Steve Cropper (2007)

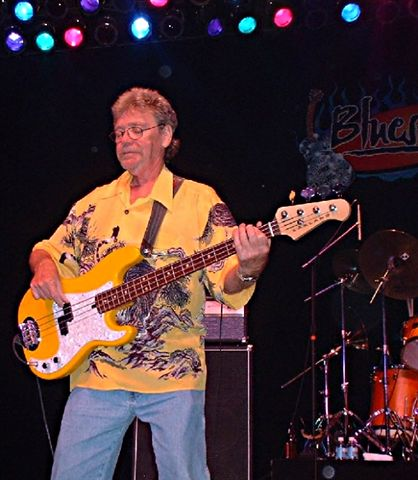
Donald Dunn mit Lakland-E-Bass

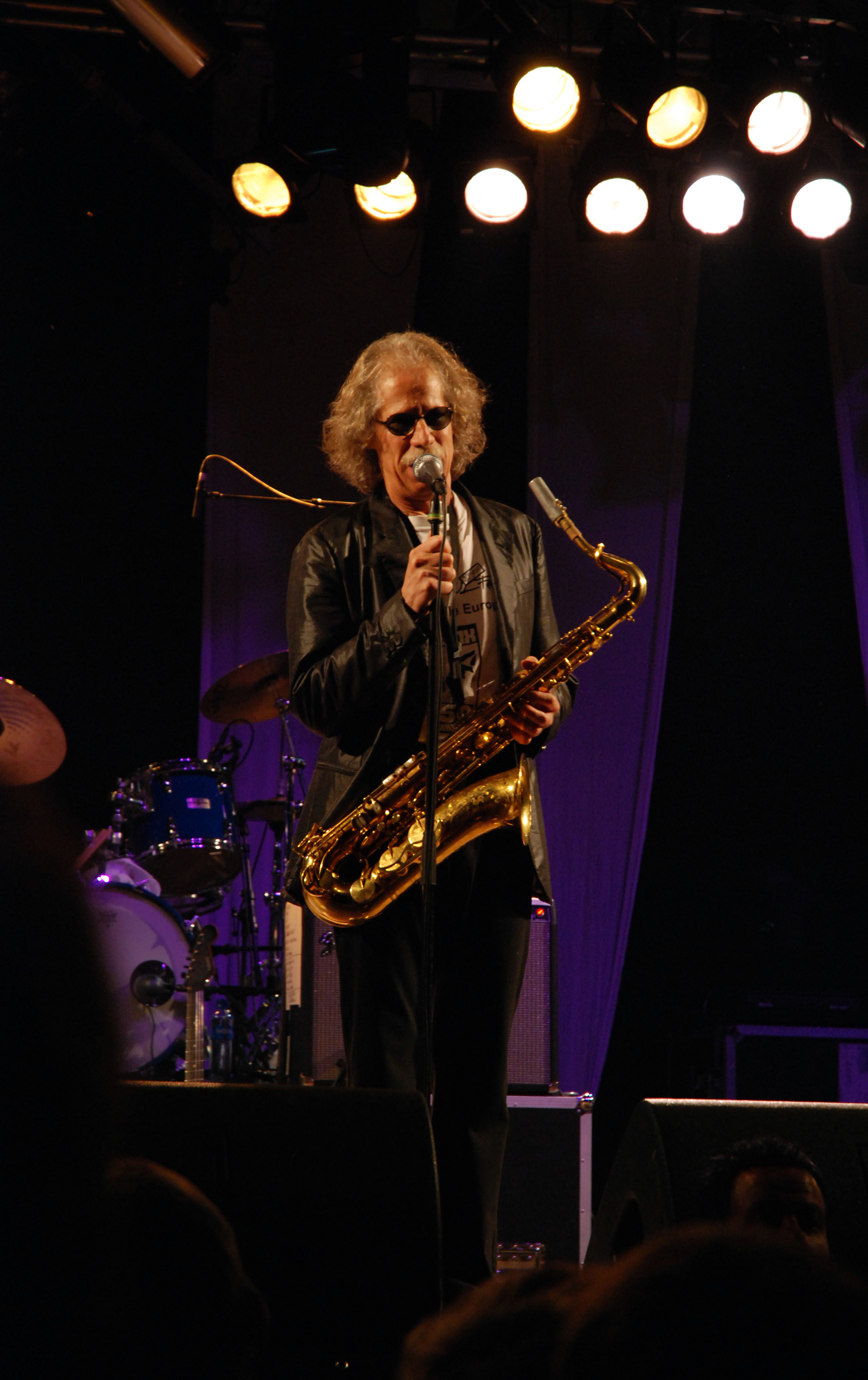
Lou Marini

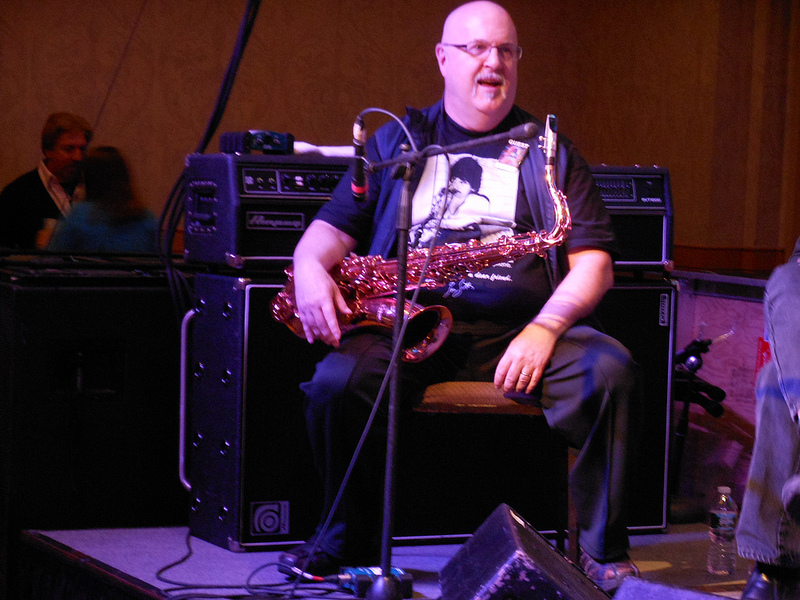
Tom Scott (2013)

Die beiden „Brüder“ trommelten eine Band-Formation zusammen, die eine Konzentration aus den besten Studiomusikern darstellte. Die Mitglieder der Band spielten zuvor schon für Größen wie Frank Zappa, Booker T. & the M.G.’s, Paul McCartney & Wings, Miles Davis und viele andere. Ihr Musikstil war frisch, roh und hob sich live gespielt von der in den 1970er und 1980er Jahren vorwiegend stimmorientierten und mit elektronischen Instrumenten produzierten Musik ab. Obwohl die Blues Brothers als Rhythm-and-Blues-Band bekannt sind, basieren viele ihrer Songs auf Soul- und Rock-Elementen. Oft wurden Blues-Stücke als Rocksongs gecovert.
Die „Brüder“ Jake und Elwood bevorzugten privat verschiedene Musikstile: Aykroyd den sanften Delta Blues (auch als „Country-Blues“ bekannt), Belushi Heavy Metal.
(Aykroyd später während eines Interviews [1996]: Ich dachte immer, John steht auf Blues … er stammte schließlich aus einem Vorort Chicagos. Ich dachte, er fährt regelmäßig in die Stadt, um den Blues zu hören. Als wir mit der Band anfingen, da hatte er absolut keine Ahnung vom Blues!)
Die Band kann in drei Teile aufgegliedert werden: den vier Mann starken Bläsersatz, die traditionelle Rock-Sektion (Piano, Schlagzeug, Gitarren, Bass), bestehend aus fünf Musikern, und die beiden singenden Brüder. Mit dieser Besetzung definierten die Blues Brothers ihren ganz eigenen Stil: Die Bläser spielten einen präzisen, klaren New-York-Jazz-Sound, die Rock-Sektion spielte in Richtung Soul und Blues aus Chicago und Memphis. Die Musik der Blues Brothers Band war eine einzigartige Fusion dieser Richtungen.

## Geschichte

### Gründung der Band
Der Ursprung der Blues Brothers findet sich in einem Saturday-Night-Live-Sketch von 1976. In diesem traten die beiden in Bienenkostümen verkleidet in der „Howard Shore and his All-Bee Band“ auf. Belushi sang und Aykroyd spielte Mundharmonika zu dem Slim-Harpo-Song I’m a King Bee.
Die Ausgabe des Register-Guard (einer Tageszeitung von Eugene, Oregon) vom 4. Januar 1979 gibt Aufschluss über das ursprüngliche Interesse Belushis an der Bluesmusik:
Belushi befand sich in den Dreharbeiten zu Ich glaub’, mich tritt ein Pferd. Im Oktober 1977 hörte er in einem lokalen Hotel ein Konzert des damals 25-jährigen Bluessängers und Mundharmonikaspielers Curtis Salgado. Nach der Show unterhielten sich Belushi und Salgado stundenlang über den Blues. Belushi fand Salgados Musik überaus ansteckend und faszinierend:
„I was kind of sick of rock and roll and I hated disco, so I needed some place to go. I hadn't heard much blues before. It felt good.“
(Etwa) „Ich hatte Rock'n'Roll irgendwie satt und ich hasste Disco, also brauchte ich etwas anderes. Zuvor hatte ich noch nicht allzu viel Blues gehört. Es fühlte sich gut an.“
Salgado lieh ihm daraufhin einige Bluesalben, unter anderem von Floyd Dixon, Charles Brown, Johnny Guitar Watson. Belushi war absolut fasziniert von der Musik. Zusammen mit Salgado trat Belushi live auf und sang mit ihm gelegentlich den Floyd-Dixon-Song Hey, Bartender. Salgado gab ihm den Text zum Song I Don't Know, welcher mit zweideutigen Wortspielen gespickt ist:
I said Woman, you going to walk a mile for a Camel
Or are you going to make like Mr. Chesterfield and satisfy me?
She said That all depends on what your packing
Regular or kingsize
Then she pulled out my Jim Beam, and to her surprise
It was every bit as hard as my Canadian Club.
(Grob und frei, alle Wortspiele nur hilfsweise):
Ich sagte, Hey, gehst Du meilenweit für eine Camel
oder machst Du mich froh wie Mr. Chesterfield?
Sie sagte, das kommt drauf an, was Du dabei hast:
normal oder extralang
Dann zog sie meinen Jim Beam raus und zu ihrer Überraschung
war der so hart wie mein Canadian Club.
Dieses Konzept brachte Belushi in die Saturday Night Live Show ein. Zusammen mit Aykroyd und eigener Band trat er erstmals 1977 als Blues Brothers auf. Die beiden kopierten außer den zweideutigen Texten von Salgado auch seine Markenzeichen, bestehend aus einer Sonnenbrille und einem Soul Patch. Die restliche Aufmachung wurde wahrscheinlich von einer LP von John Lee Hooker kopiert.
Belushi erwähnte Salgado oft namentlich bei den Auftritten der Blues Brothers. Das erste Album wurde schließlich auch ihm gewidmet. Belushi schickte Salgado später außerdem ein Foto von den beiden mit dem Text: Without you, we'd still be just TV actors.

### Erfolg
Was ursprünglich nur als Gag gedacht war, entwickelte schnell ein Eigenleben. Als Liveband hatten die Blues Brothers ihren ersten Auftritt außerhalb der Saturday Night Live Show Anfang 1978 im benachbarten Kanada. Die Blues Brothers traten neben den New Riders of the Purple Sage als Vorband von Grateful Dead in deren finaler Show im Winterland (San Francisco), zu Silvester 1978 auf.

### Das erste Album
Ihr erstes Album, Briefcase Full of Blues nahm die Blues Brothers Band 1978 auf, als sie als Vorband für den Komiker Steve Martin im Universal Amphitheater von Los Angeles auftraten. Ihre Interpretationen der Songs Soul Man von Sam & Dave sowie Rubber Biscuit von The Chips erreichten die Top 40 der Hitparade.

### Die Filme
Zur Popularität der Band hat entscheidend der im Jahr 1980 erschienene Film Blues Brothers (Regie: John Landis) beigetragen, der sich rasch zu einem Kultfilm entwickelte. Aufgrund des frühen Todes von John Belushi im Jahr 1982 ließ eine Fortsetzung sehr lange auf sich warten. 1998 ist mit Blues Brothers 2000 (vergeblich) versucht worden, an den Erfolg des Vorgängerfilms anzuknüpfen.

### Spätere Aktivitäten
Das dritte Album der Blues Brothers, Made In America, war – wie schon Briefcase Full of Blues – ein Live-Album, auf welchem der Top-40-Hit Who's Making Love zu hören ist. Es wurde während der sogenannten Tour to Ruin 1980 im Anschluss an den Film aufgenommen. Bei dieser Tour traten teilweise Cab Calloway und auch Aretha Franklin als Gaststars mit auf. Die Verkaufszahlen von Made in America lagen allerdings weit unter den Erwartungen. Es sollte auch das letzte Album mit der Originalbesetzung der Blues Brothers bleiben.
1981 veröffentlichte die Band das Album Best Of The Blues Brothers, das neben bekannten Liedern einen zuvor unveröffentlichten Song der letzten Tour namens Expressway to your heart und unveröffentlichte Live-Versionen von Rubber Biscuit und Everybody Needs Somebody to Love von selbiger Tour enthielt. Der einzige neue Song dieser letzten Tour mit John Belushi, Come on up, wurde nie offiziell veröffentlicht. Er findet sich aber auf dem Bootleg Live in L.A.
Am 5. März 1982 verstarb Belushi im Alter von 33 Jahren in Hollywood an einer Überdosis Heroin und Kokain (Speedball), was vorübergehend das Ende für die Blues Brothers bedeutete. Aykroyd verfiel daraufhin für längere Zeit in Depressionen und erklärte die Blues Brothers für beendet, war jedoch weiterhin in der Blues-Szene aktiv.
1988 schlossen sich Cropper, Dunn, Murphy und weitere neue Mitglieder zu einer neu besetzten The Blues Brothers Band für eine Welttournee zusammen. Im selben Jahr traten sie zusammen mit Dan Aykroyd bei der 60-Jahr-Feier von Atlantic Records mit Wilson Pickett und Sam Moore als The Elwood Blues Revue auf. Unter demselben Namen nahmen sie auch einige Lieder für den Soundtrack des Films Great Outdoors – Ferien zu dritt mit Aykroyd und John Candy auf. 1989 veröffentlichte die Band ohne Aykroyd das Livealbum Live in Montreux, das beim Montreux Jazz Festival mit den Sängern Larry Thurston und Eddie Floyd aufgenommen wurde. Sie brachten 1992 ein neues Album mit dem Titel Red, White and Blues heraus, welches einen Gastauftritt von Elwood Blues enthält.
Ab Mitte der 90er Jahre trat die Band wieder zusammen mit Dan Aykroyd auf. Als Ersatz für den verstorbenen John Belushi holte man nun dessen Bruder Jim als Zee Blues und John Goodman als Mighty Mack Blues in die Band. Es folgten Auftritte bei der Eröffnung der Olympischen Spiele 1996 in Atlanta und dem Super Bowl 1997 mit James Brown und ZZ Top. All dies mündete in einen zweiten Film namens Blues Brothers 2000.
Die Band trat fortan mit wechselnden Sängern (Larry Thurston, Tommy „Pipes“ McDonnell, Rob Paparazzi und Eddie Floyd) in Europa auf und Aykroyd, Goodman und Jim Belushi nur in den USA begleitet von Jim Belushis Band, den Sacred Hearts. Im Jahr 2001 verließ John Goodman die Band.
Als Elwood Blues ist Aykroyd in der House of Blues Radio Hour zu hören.
Weiterhin ist er Teilinhaber der House of Blues Franchise, einer nationalen Kette von Konzerthallen. Direkt neben dem House of Blues in Chicago gibt es auch ein gleichnamiges Luxushotel.
Dan Aykroyd und Judy Belushi (John Belushis Witwe) sind die Inhaber der Rechte am Namen „Blues Brothers“ und verkaufen außerdem Lizenzen an verschiedene Coverbands, welche regelmäßig auftreten, unter anderem im Themenpark Universal Studios Florida in Orlando.
Am 8. Juni 2011 starb Trompeter Alan Rubin mit 68 Jahren an Lungenkrebs. Am 13. Mai 2012 starb Bassist Donald Dunn mit 70 Jahren im Schlaf, nachdem er am Vortag ein Konzert in Japan gegeben hatte. Am 15. Juni 2018 starb Gitarrist Matt „Guitar“ Murphy.

## Diskografie
Original-Alben
Die Blues Brothers Band mit John Belushi als „Joliet“ Jake Blues und Dan Aykroyd als Elwood Blues
- 1978: Briefcase Full of Blues
- 1980: The Blues Brothers (Music from the Soundtrack)
- 1980: Made in America

The Elwood Blues Revue
Die Blues Brothers Band mit Wilson Pickett, Sam Moore und Dan Aykroyd als Elwood Blues
- 1988: The Great Outdoors-Soundtrack

Blues Brothers Band
Die Blues Brothers Band mit Larry Thurston, Eddie Floyd und teilweise Dan Aykroyd als Elwood Blues
- 1989: The Blues Brothers Band Live in Montreux
- 1992: Red, White, & Blues

Die neuen Blues Brothers
Die Blues Brothers Band mit Dan Aykroyd als Elwood Blues, Jim Belushi als Jakes Blutsbruder Brother Zee Blues und John Goodman als „Mighty“ Mack Blues
- 1996: Blues Brothers and Friends (Live from Chicago’s HOB)
- 1998: Blues Brothers 2000 Original Motion Picture Soundtrack

Bootleg-Alben
Die Blues Brothers Band mit John Belushi als „Joliet“ Jake Blues und Dan Aykroyd als Elwood Blues
- 1979: Live at Winterland Ballroom
- 1979: Live at the 1979 Radio & Records Convention
- 1980: Live in L.A. (John Belushis letztes Konzert)

Die Blues Brothers Band mit Larry Thurston und Eddie Floyd
- 1988: Otis, Onions & the Blues
- 1992: Blues for You!

Die Blues Brothers Band mit Dan Aykroyd, Jim Belushi und John Goodman
- 1996: On Parol and in Concert – live at VH1
- 1999: Live at Las Vegas’s House of Blues

Die Blues Brothers Band mit Rob Paparazzi und Eddie Floyd
- 2004: Live in San Javier

Kompilationen
- 1981: Best of the Blues Brothers
- 1983: Dancing with the Blues Brothers
- 1989: Everybody Needs the Blues Brothers
- 1992: The Blues Brothers Definitive Collection
- 1998: The Blues Brothers Complete
- 2003: The Essential Blues Brothers

Verwandtes
- 1987: John Belushi: Animal House Soundtrack
- 1998: Jim Belushi & the Sacred Hearts: 36-22-36
- 2001: Matt „Guitar“ Murphy & the Blues Brothers Horns: Lucky Charm
- 2003: Dan Aykroyd & Jim Belushi: Have Love Will Travel
- 2006: Jim Belushi & the Sacred Hearts: According to Jim

## Auszeichnungen für Musikverkäufe
| Silberne Schallplatte - Vereinigtes Königreich - 1988: für das Album Made In America Goldene Schallplatte - Frankreich - 1996: für das Album The Very Best Of - Italien - 2016: für das Album The Blues Brothers – O.S.T. - Niederlande - 1989: für das Album The Blues Brothers – O.S.T. - Spanien - 1999: für das Album Best of The Blues Brothers - Vereinigtes Königreich - 1989: für das Album Briefcase Full of Blues | Platin-Schallplatte - Kanada - 1979: für das Album Briefcase Full of Blues - Neuseeland - 1986: für das Album The Blues Brothers – O.S.T. - Spanien - 2001: für das Album The Blues Brothers – O.S.T. - Vereinigte Staaten - 1998: für das Album The Blues Brothers – O.S.T. 2× Platin-Schallplatte - Frankreich - 1999: für das Album Blues Brothers 2000 – O.S.T. - 1999: für das Album The Blues Brothers – O.S.T. - Schweiz - 1993: für das Album The Blues Brothers – O.S.T. - Spanien - 2000: für das Album The Very Best Of 6× Platin-Schallplatte - Australien - 2000: für das Album The Blues Brothers – O.S.T. |

Anmerkung: Auszeichnungen in Ländern aus den Charttabellen bzw. Chartboxen sind in ebendiesen zu finden.
| Land/RegionAuszeichnungen für Musikverkäufe (Land/Region, Auszeichnungen, Verkäufe, Quellen) | Silber     | Gold     | Platin       | Verkäufe  | Quellen                     |
| -------------------------------------------------------------------------------------------- | ---------- | -------- | ------------ | --------- | --------------------------- |
| Australien (ARIA)                                                                            | —          | —        | 6× Platin6   | 420.000   | aria.com.au                 |
| Deutschland (BVMI)                                                                           | —          | —        | 2× Platin2   | 1.000.000 | musikindustrie.de           |
| Frankreich (SNEP)                                                                            | —          | Gold1    | 4× Platin4   | 1.300.000 | infodisc.fr snepmusique.com |
| Italien (FIMI)                                                                               | —          | Gold1    | —            | 25.000    | fimi.it                     |
| Kanada (MC)                                                                                  | —          | —        | Platin1      | 100.000   | musiccanada.com             |
| Neuseeland (RMNZ)                                                                            | —          | —        | Platin1      | 15.000    | aotearoamusiccharts.co.nz   |
| Niederlande (NVPI)                                                                           | —          | Gold1    | —            | 50.000    | nvpi.nl                     |
| Österreich (IFPI)                                                                            | —          | Gold1    | Platin1      | 75.000    | ifpi.at                     |
| Schweiz (IFPI)                                                                               | —          | Gold1    | 2× Platin2   | 125.000   | hitparade.ch                |
| Spanien (Promusicae)                                                                         | —          | Gold1    | 3× Platin3   | 350.000   | elportaldemusica.es         |
| Vereinigte Staaten (RIAA)                                                                    | —          | Gold1    | 3× Platin3   | 3.500.000 | riaa.com                    |
| Vereinigtes Königreich (BPI)                                                                 | 2× Silber2 | 2× Gold2 | 2× Platin2   | 1.060.000 | bpi.co.uk                   |
| Insgesamt                                                                                    | 2× Silber2 | 9× Gold9 | 25× Platin25 |           |                             |

## Visuelle Medien
Videoalben
- The Blues Brothers (1980)
- Best of The Blues Brothers (alte SNL-Auftritte und Konzertmitschnitte aus den 70ern) (1993)
- Blues Brothers Band „Ohne Filter WDR“ (1992)
- The Return of the Blues Brothers (dt. Die große Blues-Party) (1995)
- Live at the Super Bowl (1996)
- On Parol and in Concert – live at VH1 (1996)
- The Blues Brothers (1980)
- Best of The Blues Brothers (alte SNL-Auftritte und Konzertmitschnitte aus den 70ern) (2003)
- Blues Brothers 2000 (1998)

Computerspiele und Merchandise
- Die Firma Titus Interactive produzierte mehrere Blues-Brothers-Platform-Spiele, unter anderem zwei für Amiga/PC, 1991 ein Spiel für das Nintendo Entertainment System und im Jahr 2000 für das N64.

Verwandtes
- Toronto Rocks (Live-Konzert mit Dan Aykroyd, Jim Belushi und den Rolling Stones) (2004) – DVD